# Marcel Răducanu
Marcel Răducanu (n. 21 octombrie 1954, București) este un fost fotbalist român și german.

## Biografie
S-a născut într-o familie de sportivi din cartierul Pantelimon. Unchiul său Marin Voinea⁠(en)[traduceți] a jucat la Progresul București, club unde de altfel a și început primele driblinguri la vârsta de 6 ani, mergând zilnic cu tramvaiele la antrenamente. A fost unul dintre cei mai talentați și fini dribleuri din România din toate timpurile. 
Se număra printre puținii fotbaliști care recunoaște aranjamentele din fotbal și descrie cum a luat mita (alaturi de alți coechipieri) pentru că Steaua să piardă un meci la Cluj, scor 3-0. Clubul militar a avut înregistrarea video a momentului in care s-a produs mituirea și a fost pus în fața dovezilor după ce negase. 
A scris (într-o carte de memorii) mai multe detalii ale corupției din fotbalul acelor vremuri dar pe care refuza sa o publice pentru a nu fi acționat în justiție de către cei care sunt în viața și încă mai sunt implicați in fotbalul din Romania.
A jucat 21 de meciuri pentru echipa națională de fotbal a României. Desemnat „Fotbalistul Anului” în 1980 în România, Răducanu s-a refugiat în Germania de Vest în 1981 cu ocazia unui meci al echipei naționale la Dortmund. Deoarece era căpitan al Armatei Române a fost condamnat în contumacie la 5 ani și 8 luni de închisoare pentru dezertare.
După o carantină de un an impusă de UEFA, Marcel Răducanu a jucat pentru Borussia Dortmund, iar apoi pentru FC Zürich. S-a retras în 1991.
După ce a absolvit școala de antrenori al Federație Germane de Fotbal, a deschis în 1994 la Dortmund o școală de fotbal acreditată de Federația Germană de Fotbal.
După plecarea din România, Răducanu a fost nevoit să facă față unei vieți de familie zbuciumate. După ce a divorțat de prima soție, cu care avea un copil, Andrei Filip, a cunoscut o italiancă mai tânără cu 14 ani, în ciuda diferenței de vârstă, cei doi hotăresc să se căsătorească. Lucrurile n-au mers însa foarte bine iar, după nașterea celui de-al doilea fiu al său, Gian-Luca, s-au despărțit. 
Pe 8 august 2008 s-a căsătorit a treia oara, cu Anna.

## Titluri

### Club
Steaua București
- Divizia A: 1976, 1978
- Cupa României: 1976, 1979

### Echipa națională
- Cupa Balcanică: 1980

### Individual
- Fotbalistul român al anului: 1980